# Le Blanc-Mesnil
Le Blanc-Mesnil is een gemeente in het Franse departement Seine-Saint-Denis (regio Île-de-France). Le Blanc-Mesnil telde op 1 januari 2022 59.912 inwoners, die Blanc-Mesnilois(es) worden genoemd. De plaats maakt deel uit van het arrondissement Le Raincy.
Le Blanc-Mesnil is een voorstad van Parijs, gelegen ten noordoosten van de stad, halfweg tussen de luchthaven Roissy-Charles-de-Gaulle en het Stade de France.

## Geschiedenis
De plaats werd voor het eerst genoemd in 1060. Vanaf het midden van de 14e eeuw hield de gilde van de goudsmeden van Parijs een bedevaart naar een Mariakapel in Le Blanc-Mesnil. Deze kapel Notre-Dame de l’Annonciation werd afgebroken in 1823. Le Blanc-Mesnil was een klein landbowdorp dat aan de vooravond van de Franse Revolutie 110 inwoners telde.
De gemeente groeide sterk in de tweede helft van de 19e eeuw. In 1858 werd de spoorlijn Parijs - Soissons aangelegd en naast de spoorlijn verschenen nieuwe woonwijken. Er kwam ook industrie, in het industriegebied La Molette. De groei zette zich voort in de 20e eeuw. Tijdens de Tweede Wereldoorlog werd 45% van de gebouwen in de gemeente beschadigd. Tijdens de Trente Glorieuses na de oorlog, tussen 1957 en 1975, werden volop hoogbouwwijken en scholen gebouwd voor de groeiende bevolking. Er kwamen ook nieuwe industriezones: Sous-Coudray en Pont-Yblon. Door de aanleg van de autosnelweg A3 in 1970 verdwenen de laatste landbouwgronden in de gemeente. Na de economische crisis van de jaren 1970 en 1980 verdween veel industrie uit Le Blanc-Mesnil.

## Topografie
De oppervlakte van Le Blanc-Mesnil bedroeg op 1 januari 2022 8,05 vierkante kilometer; de bevolkingsdichtheid was toen 7.442,5 inwoners per km².
De onderstaande kaart toont de ligging van Le Blanc-Mesnil met de belangrijkste infrastructuur en aangrenzende gemeenten.

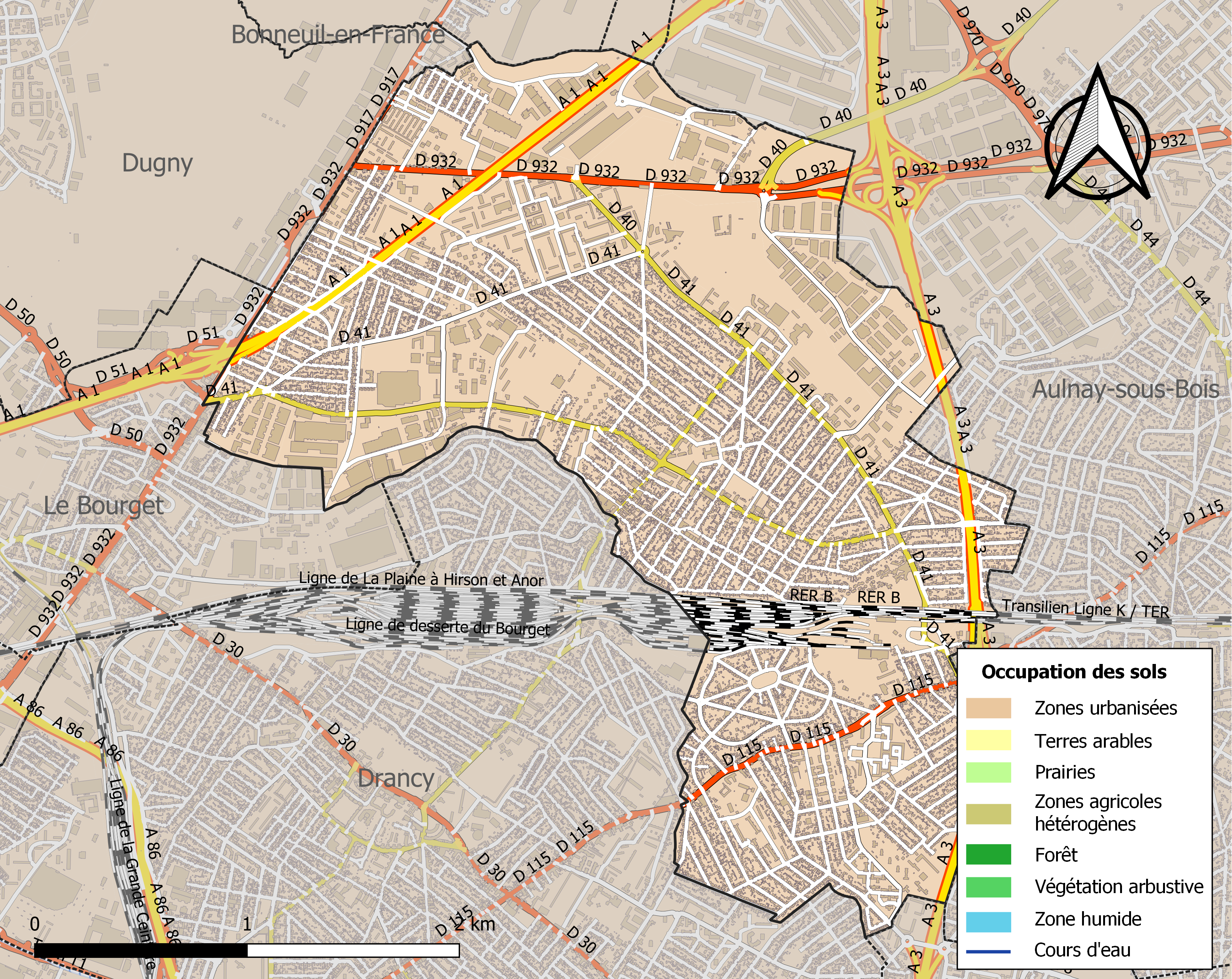

## Demografie
Tussen 1880 en 1928 vertwaalfvoudigde de bevolking. Onderstaande figuur toont het verloop van het inwonertal (bron: INSEE-tellingen).

## Verkeer en vervoer
In de gemeente ligt station Le Blanc-Mesnil.
De autosnelwegen A1 en A3 lopen door de gemeente.

## Geboren
- Jacques Marinelli (1925-2025), wielrenner
- Patrick Hernandez (6 april 1949), zanger
- Ludovic Sylvestre (5 februari 1984), voetballer
- Moussa Sissoko (16 augustus 1989), voetballer
- Raphaël Guerreiro (22 december 1993), Portugees-Frans voetballer
- Adil Aouchiche (15 juli 2002), voetballer
- Mathis Amougou (18 januari 2006), voetballer
- Senny Mayulu (17 mei 2006), voetballer